# WWF (format de fichier)
Pour les articles homonymes, voir WWF (homonymie).
WWF est format de fichier créé par l'ONG de protection de la nature et de l'environnement du même nom, World Wide Fund for Nature. Il s'agit d'une modification du format PDF, un langage de description de page qui a été ouvert en 2008, à la différence que l'impression des fichiers WWF est proscrite. Ce format de fichier vise à diminuer l'utilisation du papier et ainsi contribuer à préserver l'environnement.
Les fichiers WWF peuvent être lus par la plupart des lecteurs PDF.

## Critiques
Cette initiative a été critiquée car elle restreint les droits des utilisateurs, est inefficace (il est facile à contourner), ne respecte pas la licence BSD et est incompatible avec l'esprit et les buts des logiciels libres.